# Spiegelkleiber (Gattung)

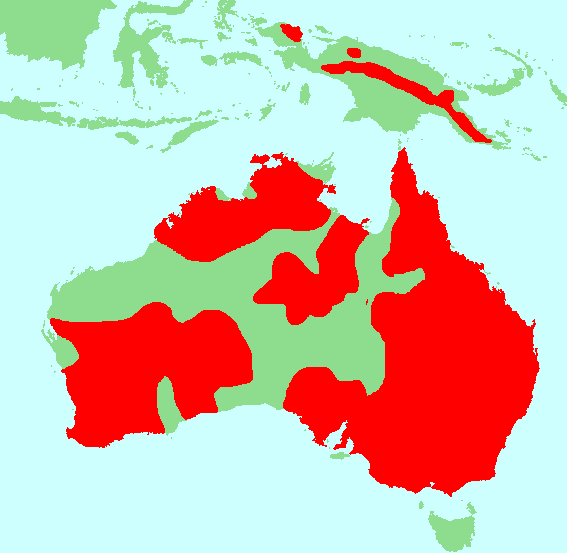
Verbreitungsgebiet (rot) der Spiegelkleiber

Die Spiegelkleiber (Daphoenositta) sind die einzige Gattung in der gleichnamigen Familie Neosittidae. Sie umfasst drei Arten, von denen der Papuakleiber und der Prachtkleiber auf Neuguinea und der Spiegelkleiber in Australien vorkommen.

## Merkmale
Die Spiegelkleiber erreichen Körperlängen von 10 bis 14 cm. Beim Prachtkleiber ist das Federkleid ganz schwarz mit einer rosa Fleckenmusterung an den Zügeln und am Kinn. Bei den anderen Arten ist die Gefiedermusterung eine Kombination aus schwarzen, grauen und weißen festen Flecken und Streifen sowie weißen oder zimtfarbenen Flügelbinden. Die mittellangen Flügel sind gerundet. Der Schwanz ist kurz. Der sehr kleine Körper ist zylindrisch eiförmig. Der mittellange Schnabel ist dünn und sehr leicht gebogen. Der Kopf ist mittelgroß, der Hals ist kurz und dick. Die Beine sind mittellang und dünn. Die langen, dünnen Zehen haben lange gebogene Krallen. Es gibt einen leichten Sexualdimorphismus zwischen Männchen und Weibchen.

## Systematik

### Äußere Systematik
Die Spiegelkleiber (Neosittidae, früher auch Daphoenosittidae genannt) gehören zur Überfamilie Corvoidea in der Unterordnung der Singvögel. Sie wurden einst wegen ihrer konvergenten Verhaltensähnlichkeiten zu den Kleibern und später zu den Timalien (im weiten Sinne) gestellt, aber neuere molekularphylogenetische Studien legen stattdessen nahe, dass die Abstammungslinie der Spiegelkleiber nahe der Basis der Corvoidea-Klade divergiert. Im Jahr 2014 vermuteten Aggerbeck und ihre Kollegen eine Schwesterbeziehung mit dem Lappenpflugschnabel (Eulacestomatidae), wobei beide zusammen wiederum Schwestergruppen einer großen Gruppe anderer Linien der Corvoidea repräsentieren. Andere Studien waren nicht in der Lage, ein gut unterstütztes Verwandtschaftsverhältnis der Spiegelkleiber nachzuweisen, was vermuten lässt, dass es sich um eine alte Linie innerhalb der Corvoidea handelt.

### Innere Systematik
Es werden drei Arten unterschieden:
- Spiegelkleiber (Daphoenositta chrysoptera)
- Papuakleiber (Daphoenositta papuensis)
- Prachtkleiber (Daphoenositta miranda)

### Fossiler Beleg
2016 wurde die fossile Art Daphoenositta trevorworthyi aus dem Miozän der Riversleigh-Formation beschrieben und nach dem neuseeländischen Paläozoologen Trevor H. Worthy benannt.

## Lebensraum
Die Spiegelkleiber bewohnen eine Vielzahl von Waldlebensräumen, die vom montanen Regenwald in Neuguinea bis hin zu trockenem Akazienbuschland und offenem Waldgebieten in Australien reichen.

## Nahrungsverhalten
Die Spiegelkleiber sind in erster Linie insektivor und ernähren sich vor allem von Insektenlarven. Sie bewegen sich auf der Suche nach ihrer Insektenbeute an Baumstämmen und Ästen auf und ab und sammeln sie von der Oberfläche der Äste oder aus Rindenfurchen, manchmal auch vom Laub, gelegentlich picken sie nach einem vorbeiziehenden Insekt. Spiegelkleiber bevorzugen Eukalyptusbäume mit faseriger Rinde zur Nahrungssuche, und es gibt Hinweise von Aborigines darauf, dass sie Werkzeuge benutzen, um Larven aus Bäumen zu entnehmen.

## Fortpflanzungsverhalten
Die Spiegelkleiber sind monogam und brüten kooperativ, wobei Gruppen mit bis zu sieben Helfern bei der Betreuung mitwirken. Sie sind gelegentlich auch Mehrfachbrüter, wobei zwei Paare in einer Gruppe getrennte Nester in einem großen Gruppenrevier haben und die Jungen in beiden Nestern von allen Gruppenmitgliedern betreut werden. Es gibt auch Beobachtungen, bei denen zwei Weibchen Seite an Seite im selben Nest liegen und brüten. Spiegelkleibernester sind napf- oder röhrenförmige Gebilde, die hauptsächlich aus zerkleinerter Rinde mit kleineren Mengen an Fell und Pflanzendaunen errichtet und durch Spinnennetze miteinander verbunden sind. Nester werden typischerweise in der vertikalen Gabelung eines Zweigs, meist eines abgestorbenen Zweigs, platziert und sind an der Außenseite mit Rinden- und Flechtenflocken verziert, wodurch sie äußerst gut getarnt sind. Typischerweise legen die Weibchen 2 oder 3 Eier ab. Alle Mitglieder der Gruppe helfen beim Nestbau, aber nur das Weibchen brütet. Das Männchen und der Rest der Gruppe füttern das Weibchen, während es inkubiert, und alle Gruppenmitglieder helfen beim Füttern der Jungen, sobald diese schlüpfen. Die Brutzeit dauert überraschend lange 19 bis 20 Tage, und die Nestlinge verlassen das Nest erst, wenn sie 18 bis 20 Tage alt sind. Nachdem sie flügge geworden sind, werden sie bis zu 80 Tage lang gefüttert.